# Norra Biskopsgårdens kyrka
Norra Biskopsgårdens kyrka byggdes som ett församlingshem för Svenska kyrkan 1970 vid Önskevädersgatan i Hisingen, Göteborg när Lundby församling var som störst och ytterligare lokaler samt ytterligare en kyrka behövdes i området. Det finns en fristående klockstapel. Efter att Svenska kyrkan avlyste lokalen som kyrka 2004 används den numera av stadsmissionen och finska församlingen.

## Källhänvisningar
1. ↑  ”Göteborg Biskopsgården 29:1 - husnr 1, Biskopsgårdens kyrka”. Bebyggelseregistret. Riksantikvarieämbetet. http://www.bebyggelseregistret.raa.se/bbr2/byggnad/visaHistorikText.raa?byggnadBeskrivningId=21701999690189&byggnadId=21400000199969&historikId=21000000322216. Läst 21 maj 2013.